# Rupert Berger (liturgista)
Rupert Berger (* 26 de uunho de 1926 em Traunstein; † 7 de Junho de 2020, ibid ) foi um padre católico alemão e professor de ciência litúrgica e teologia pastoral.

## Vida

Os estábulos do ex-príncipe-bispo em Freising, onde o PTH Freising estava instalado

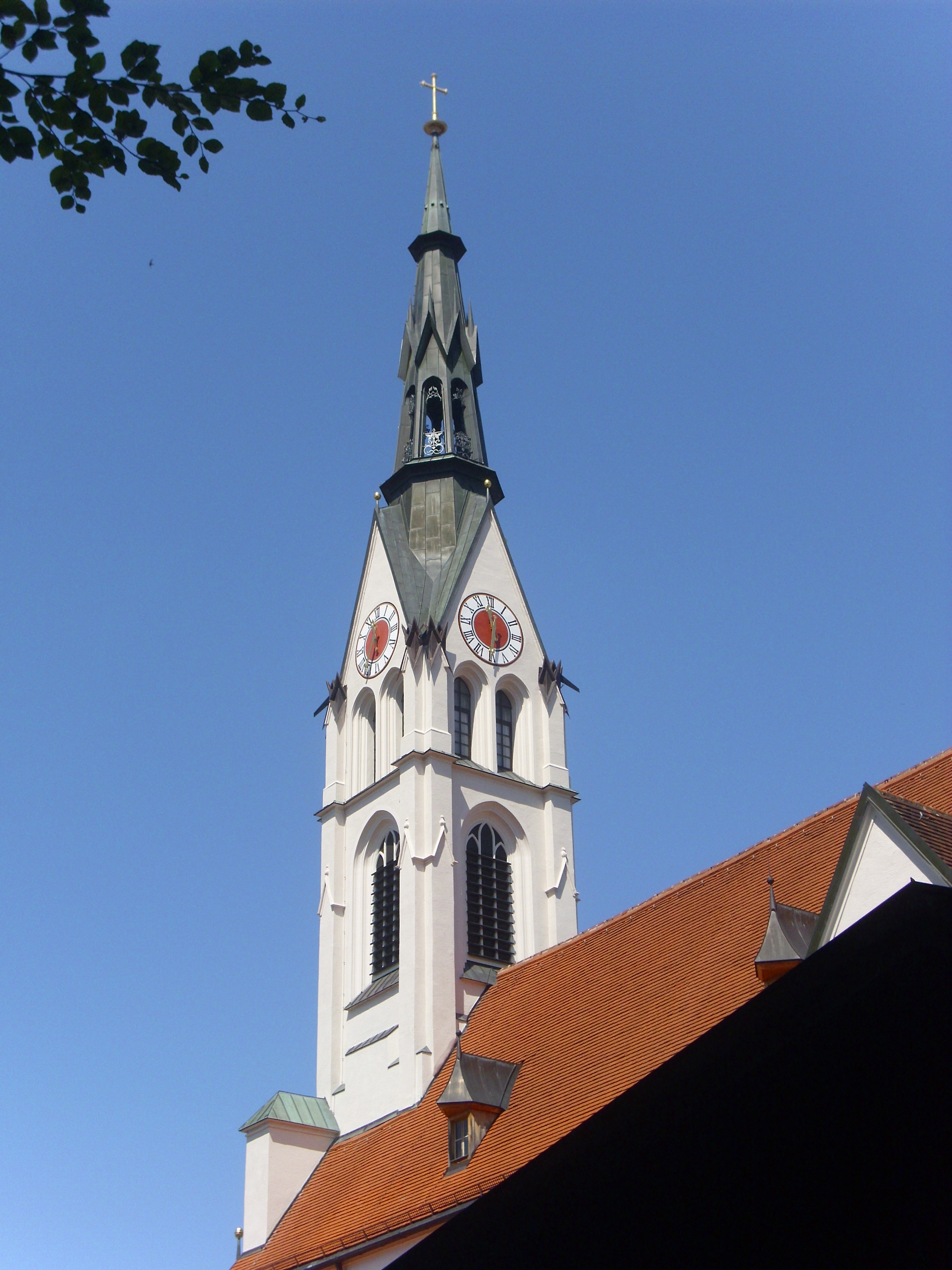
Igreja paroquial Maria Himmelfahrt, Bad Tölz

Rupert Berger, cujo pai Rupert Berger (1896–1958) foi um membro fundador do Partido Popular da Baviera e mais tarde Lorde Prefeito de Traunstein, foi ordenado em 29 de junho de 1951 juntamente com Erwin Hausladen, Joseph e Georg Ratzinger e vários outros seminaristas na Catedral de Freising pelo Cardeal Michael von Faulhaber.
Berger estudou teologia e filosofia em Freising e Munique.  Depois de servir como capelão em Berchtesgaden (1951–1954) e Munique (1954–1956), Berger foi prefeito no seminário de profissões tardias em Fürstenried por um ano, recebeu seu doutorado em ciências litúrgicas em 1964 e trabalhou desde 1957 como professor e professor da Universidade Filosófico-Teológica de Freising até sua dissolução em 1968. Ele então trabalhou como pastor municipal em Bad Tölz na Assunção de Maria até 1997. Berger passou sua aposentadoria em sua cidade natal, Traunstein, onde também trabalhou como subsidiário até 2011. Ele foi um bom amigo do Papa Bento XVI até a velhice.

### Participação em comitês
- Comissão de Liturgia da Conferência Episcopal Alemã (conselheiro)

### Prêmios
- (2006) Anel de Honra do Instituto Litúrgico Alemão [3]
- Medalha Cidadão de Ouro da cidade de Tölz

## Trabalhos (em seleção)
Ele é autor de importantes estudos litúrgicos, incluindo:

### Publicações em livro
- Die Wendung „offerre pro“ in der römischen Liturgie. (= Liturgiewissenschaftliche Quellen und Forschungen, Band 41), Münster 1965 (zugleich Hochschulschrift München, Theologische Fakultät, Dissertation vom 23. Dezember 1964).
- Kleines liturgisches Wörterbuch. (= Herder-Bücherei, Band 339/340/341), Herder-Verlag, Freiburg, Basel, Wien 1969.
- Tut dies zu meinem Gedächtnis. Einführung in die Feier der Messe. Don-Bosco-Verlag, München 1971, ISBN 978-3-7698-0117-0.
- Ihr seid mit Christus auferweckt. 30 Wortgottesdienste zu Messfeiern für Verstorbene:
  - Teil 1, Don-Bosco-Verlag, München 1982, ISBN 978-3-7698-0456-0.
  - Teil 2, Don-Bosco-Verlag, München 1986, ISBN 978-3-7698-0532-1.
- (Autor), mit Hans Hollerweger: Celebrating the Easter Vigil. Verlag Pueblo Books, New York 1983, ISBN 978-0-8146-6056-0.
- Die Feier der Heiligen Messe. Eine Einführung. Verlag Herder, Freiburg im Breisgau 2009, ISBN 978-3-451-32237-2.
- (mit Adolf Adam): Pastoralliturgisches Handlexikon. Herder-Verlag, Freiburg, Basel, Wien 1980, ISBN 978-3-451-18972-2.
- Das große Schott-Fürbittbuch, 3. Teil, Sonn- und Festtage: Lesejahre A - B - C. Herder-Verlag, Freiburg, Basel, Wien 1988, ISBN 978-3-451-21033-4.
- (Mitarbeit), Markus Eham (Autor), Bernward Beyerle (Autor), Gerald Fischer (Autor), Michael Heigenhuber (Autor) und Stephan Zippe (Autor), Abteilung Kirchenmusik im Ordinariat des Erzbistums München und Freising (Hrsg.): Münchener Kantorale. Werk- und Vorsängerbuch für die musikalische Gestaltung der Messfeier mit dem "Gotteslob" (Stammteil und Eigenteile München-Freising, Österreich, Bozen-Brixen). Verlag Sankt Michaelsbund, München:
  - Band 1 (Lesejahr A) - Werkbuch, 2. Auflage, 2017, ISBN 978-3-943135-39-8.
  - Band 2 (Lesejahr B) - Werkbuch, 2015, ISBN 978-3-943135-40-4.
  - Band 2 (Lesejahr B) - Kantorenausgabe, 2. Auflage 2017, ISBN 978-3-943135-46-6.
  - Band 3 (Lesejahr C) - Werkbuch, 2. Auflage, 2017, ISBN 978-3-943135-41-1.
  - Band 3 (Lesejahr C) - Kantorenausgabe, 2015, ISBN 978-3-943135-47-3.
  - Band 4 (Heiligengedächtnis, Band H) - Werkbuch, 2018 ISBN 978-3-943135-42-8.
  - Band 4 (Heiligengedächtnis, Band H) - Kantorenausgabe, 2018, ISBN 978-3-943135-48-0.
  - Band 5 (Feiern zu besonderen Anlässen - mit Commune für Kirchweihe und Heilige, Band F), Werkbuch, 2020, ISBN 978-3-943135-44-2.
  - Band 5 (Feiern zu besonderen Anlässen - mit Commune für Kirchweihe und Heilige, Band F) - Kantorenausgabe, 2020, ISBN 978-3-943135-49-7.

### Contribuições em obras coletivas
- Meßbuch und Meßfeier. In: Reinhard Meßner, Eduard Nagel, Rudolf Pacik (Hrsg.): Bewahren und Erneuern. Studien zur Meßliturgie; Festschrift für Hans Bernhard Meyer SJ zum 70. Geburtstag. (= Innsbrucker theologische Studien, Band 42), Tyrolia-Verlag, Innsbruck, Wien 1995, ISBN 3-7022-1968-4, S. 351–358.
- Erlebte Liturgie in Joseph Ratzingers Studienzeit. Erinnerungen aus gemeinsamen Tagen. In: Rudolf Voderholzer (Hrsg.): Der Logos-gemäße Gottesdienst. Theologie der Liturgie bei Joseph Ratzinger. (= Ratzinger-Studien, Band 1), Verlag Friedrich Pustet, Regensburg 2009, ISBN 978-3-7917-2213-9, S. 78–90.
- Joseph Pascher (1893–1979). In: Benedikt Kranemann, Klaus Raschzok (Hrsg.): Gottesdienst als Feld theologischer Wissenschaft im 20. Jahrhundert. Deutschsprachige Liturgiewissenschaft in Einzelporträts. Aschendorff Verlag, Münster 2011, ISBN 978-3-402-11261-8, Band 2, S. 901–908.
- Kirche, die Eucharistie feiert. In: Martin Stuflesser (Hrsg.): Die Liturgiekonstitution des II. Vatikanischen Konzils. Eine Relecture nach 50 Jahren. Pustet, Regensburg 2014, ISBN 978-3-7917-2618-2, S. 31–46.

### Artigos de revistas
- Eucharistie – Mahl und Opfer, in: Lebendiges Zeugnis, 25. Jahrgang, 1970, Heft 1 (Themenheft Liturgie und Leben).

### Artigo Lexicon
- Pascha, Pascha-Mysterium. In: Rupert Berger, Adolf Adam: Pastoralliturgisches Handlexikon. Herder-Verlag, Freiburg, Basel, Wien 1980, ISBN 978-3-451-18972-2, S. 400f.

## literatura
- Monika Schug: Rupert Berger als pastoralliturgischer Autor. Bibliographie 1949–2016 des Münchener Diözesanpriesters. In: Liturgisches Jahrbuch, Band 67, 2017, S. 176–204.
- Winfried Haunerland:, Rupert Berger †, Nachruf in Gottesdienst (Zeitschrift), Jahrgang 54, 2020, Nummer 13, S. 148 (online verfügbar)
- Nachruf in der Süddeutschen Zeitung 9. Juni 2020
- Nachruf im Merkur 2. Juli 2020